# マルコ・アントニオ・ペリバン
マルコ・アントニオ・ペリバン・エルナンテス（Marco Antonio Periban Hernández、1984年10月9日 - ）は、メキシコの男性プロボクサー。

## アマチュア時代
2003年、パンアメリカン競技大会にミドル級(75kg)で出場するも1回戦で敗退。2005年、同じくパンアメリカン競技大会にミドル級(75kg)で出場するも準決勝で敗退。2007年にも同大会に出場するが準々決勝で敗退している。
2006年、コロンビアカルタヘナで行われた中央アメリカ・カリブ海競技大会にミドル級(75kg)で出場するが準々決勝で敗退。
2007年、アメリカのシカゴで開催された2007年世界ボクシング選手権大会にミドル級(75kg)で出場するが1回戦で敗退。
アマチュア時代に後のIBF世界ウェルター級王者ショーン・ポーターを破った実績がある。

## プロ時代
2008年9月20日、ペリバンはデビューを果たし3回KO勝ちで白星でデビューを飾った。
2009年11月21日、リチャード・ビダルと対戦し4回3-0の判定勝ち。
2010年3月26日、サロモン・ロドリゲスと対戦し4回に初ダウンを奪われるも何とか持ち直して6回2-1の判定勝ち。
2011年2月25日、シャジャー・エル・アミンと対戦し初回33秒超高速KO勝ち。
2011年4月30日、ホセ・アルベルト・クラベッロと対戦し2回KO勝ち。
2012年1月21日、ヘスス・アンゲル・ネリオと対戦し8回判定勝ち。
2013年3月16日、カンクンのグランド・オアシス・リゾートでNABF北米スーパーミドル級王座決定戦をサムエル・ミラーと行い2回2分46秒KO勝ちで王座獲得に成功した。
2013年6月22日、ニューヨークバークレイズ・センターでエイドリアン・ブローナーVSポール・マリナッジの前座でWBC世界スーパーミドル級王座決定戦をサキオ・ビカと行い、打たれ強いビカを苦しめるも12回0-2(113-115、114-114、112-116)の判定負けで王座獲得に失敗した。
2013年9月12日、ネバダ州ラスベガスのMGMグランドでサウル・アルバレスVSフロイド・メイウェザー・ジュニアの前座でNABF北米スーパーミドル級王座決定戦を15戦全勝のバドゥ・ジャックと行い、10回1-0(2者が95-95、96-94)の判定引き分けに終わり王座獲得に失敗した。
2014年5月3日、MGMグランドでフロイド・メイウェザー・ジュニアVSマルコス・マイダナの前座でレオン・ラブと対戦。10回0-3の判定で敗れ、引き分けを挟んで2連敗となった。

## 獲得タイトル
- NABF北米スーパーミドル級王座